# 将軍の隠密!影十八
『将軍の隠密!影十八』（しょうぐんのおんみつかげじゅうはち）とは1996年1月27日から1996年6月29日まで、毎週土曜日 20:00 - 20:54にテレビ朝日系で放映されたテレビ朝日、東映制作の連続テレビ時代劇。全19話。

## 内容
江戸幕府八代将軍・徳川吉宗によって御庭番十七家と別に創設された影の御庭番組織　影十八が吉宗の死後、遺児の一橋宗尹の命で探索を行い、最後は悪を殺す。劇中では闇裁きと呼ぶ。
主人公たちは町人が仮の姿ではなく、町人の身分をもって同じ町人を守る為に影十八をしている。幕府の為ではなく、あくまで市中の人々の為に戦っており、ハードなドラマ展開が中心となっている。
影十八のメンバーで設立時から加入しているのは猪之吉だけで、他の3人（雨太郎、幹、音次郎）は設立時のメンバーの遺児である。跡継ぎで影十八になったのであり、自ら望んだ訳ではない。彼らは武士には戻れない。武士社会の制度ゆえに辛い目に合っている市中の人々が事件に絡むことが多く、リーダー格の雨太郎は宗尹に対して、政道のあり方について反発したことがある。
悪を倒すシーンが土曜20時枠の時代劇では異例な物となっている。劇中で闇裁きと呼ぶ様に少人数の敵を静かに殺していく演出となっている。
時代設定は第九代将軍 徳川家重の時代である。第1話は吉宗の死の半年後であることが劇中で語られている。

## キャスト

### 影十八
- 加納雨太郎：三田村邦彦

廻り髪結いで、影十八のリーダー
- 幹：南野陽子

医者
- 音次郎：岸本祐二

小料理屋の板前
- 猪之吉：ベンガル

軽業師
- 一橋宗尹：里見浩太朗（第1話 - 第5話、第8話 - 第19話）

影十八の元締。浪人の八坂内蔵助を名乗り、元締の連絡係を装い、影十八に接触する。

### その他
- おはる：辻沢杏子

音次郎の姉で小料理屋の女主人
- 小野甚兵衛：笹野高史

宗尹の御側用人
- おしま：清水由貴子（第6話、第16話）

猪之吉の妻
- おゆき：鈴川法子
- 長吉：大森貴人
- おきわ：嶋田光希
- オープニング ナレーション：神山繁

## 殺し技
雨太郎
元 武士の腕を活かして、大刀で悪人を斬り倒す。
登場時に「影十八、闇の裁きを伝えに来た」と悪人の前で口上を述べる。
幹
情報収集を担うため、闇裁きは基本的に参加しないが非常時は小太刀を使うことがある。
音次郎
メリケンサック状の武器を嵌めた拳で悪人を殴り殺す。
猪之吉
竹ひごの様な形状で柄の無い細見の長針を悪人の首の横から刺して、反対側から抜き取る。
鎖分銅で敵を捕らえた後に長針で悪人の額を突き刺す。
八坂内蔵助
大刀で悪人を斬り倒す。
元締と影十八との繋ぎ役という立場上、闇裁きには2回しか参加していない。

## スタッフ
- プロデューサー：高橋正樹、加藤守啓（テレビ朝日）、伊駒伊織、小林由幸、小嶋雄嗣（東映）
- 脚本：「放映リスト」参照
- 音楽：東一貫
- 撮影：木村誠司ほか
- 美術：松宮敏之ほか
- 照明：釜田一ほか
- 録音：田中峯生ほか
- 編集：矢島稔之
- 助監督：長岡鉦司ほか
- 装置：奥田浩務ほか
- 装飾：長谷川優市呂ほか
- 小道具：高津商会
- 衣裳：松田孝ほか
- 美粧・結髪：東和美粧
- かつら：山崎かつら
- 和楽監修：中本哲
- 顔師指導：奥山恵介
- 包丁指導：尾沼直和
- 擬斗：清家三彦（東映剣会）
- 記録：中野保子ほか
- 整音：栗山日出登
- VTR編集：高見正和
- 合成：信國明子
- スチール：大谷栄一ほか
- 演技事務：田中孝宏
- 広報担当：牧野秀幸（テレビ朝日）
- 進行主任：佐藤鋼太ほか
- 協力：東映太秦映画村、東映デジタルフィルム
- ロケ協力：世界文化遺産 国宝 姫路城、京都 大覚寺
- 現像：IMAGICA
- 主題歌「うたかた」（作詞・作曲・歌：五輪真弓（ソニーレコード））
- 音楽協力：テレビ朝日ミュージック
- 監督：「放映リスト」参照
- 制作：テレビ朝日、東映

## 放映リスト
「放映年月日」はテレビ朝日のもの。
| 放映 年月日    | 話数   | サブタイトル                        | 脚本              | 監督       | ゲスト |
| -------------- | ------ | ----------------------------------- | ----------------- | ---------- | --- |
| 1996年 1月27日 | 第1話  | 闇裁き・ 花嫁衣装を待つ女           | 藤井邦夫          | 澤井信一郎 | おまち：山辺有紀 文吉：井田州彦 青山出雲守：有川博 木曽屋源兵衛：西沢利明 前田平九郎：木村栄 小桃：安藤晃子 勘吉：谷口高史 ：麻生えりか 進藤：峰蘭太郎 島崎清之進：中嶋俊一 ：島裕子 ：蔵田哲雄 ：波多野博 ：白井滋郎 ：司裕介 ：丹羽美奈子 ：浜崎涼子 ：江原政一 ：石原耕 ：勝見和也 ：山下慎司 ：小長谷正樹 ：岡田翔太 |
| 1996年 2月03日 | 第2話  | 張り込み・ 哀しき女の薄化粧         | 渡辺善則          | 澤井信一郎 | お駒：洞口依子 上州屋吉之助：坂上忍 お杉：一色彩子 東国屋庄兵衛：大出俊 篠原但馬守：石浜朗 藤蔵：井上博一 |
| 1996年 2月10日 | 第3話  | 小さな目撃者・ 動く死体の謎         | 志村正浩          | 村川透     | 源吉：赤塚真人 ゲン（源太）：山崎裕太 渡部伊賀守：加納竜 戸倉刑部：高品剛 石井半兵衛：朝日完記 本間鉄之助：伊庭剛 |
| 1996年 2月17日 | 第4話  | 凶刃・ 女ひとりの仇討ち化粧         | 藤井邦夫          | 上杉尚祺   | お袖：中原果南 松平喬之介：鷲生功 早瀬市之丞：石山律雄 竹腰図書：早川純一 |
| 1996年 2月24日 | 第5話  | 無実の証明・ 罠に落ちた愛           | 胡桃哲            | 村川透     | 市五郎：山田吾一 別木半兵衛：立川三貴 五助：粟津號 おれん：伊藤美由紀 大林兵庫守：有川正治 千波屋：白川浩二郎 |
| 1996年 3月02日 | 第6話  | つぐない・ 過去を消した女           | 藤井邦夫          | 澤井信一郎 | お菊：山下容莉枝 喜平：高松英郎 神尾平内：内田直哉 夜烏の清蔵：伊藤敏八 佐平次：遠藤憲一 弥七：金井茂 |
| 1996年 3月09日 | 第7話  | 江戸城大奥・ ゆがんだ母の愛         | 渡辺善則          | 澤井信一郎 | 清岡：岡まゆみ お冴の方：松居一代 東海屋仁左衛門：中丸新将 畑勘兵衛：鹿内孝 お豊：田中雅子 |
| 1996年 3月23日 | 第8話  | 拷問・ 行方不明の姉弟愛             | 井川公彦          | 上杉尚祺   | 錦宝堂半左衛門：河原崎建三 鬼塚郡兵衛：伊藤高 久兵衛：うえだ峻 南町与力：五十嵐義弘 |
| 1996年 4月13日 | 第9話  | 通夜の女・ 蘇る凶悪組織             | 野波静雄 志村正浩 | 萩原将司   | 辰次：田山涼成 おまさ：遠藤真理子 おゆう：岩本千春 倉林大膳：大場順 杉原伊十郎：井上高志 伊勢屋徳兵衛（団右衛門）：久富惟晴 |
| 1996年 4月20日 | 第10話 | 再会・ 黒い疑惑の花舞台!            | 井川公彦          | 萩原将司   | 夢之丞：羽根知里 春木屋仙右衛門：小沢象 菊村富十郎：小林勝彦 間部土佐守：原口剛 秋月敬之助：堀田真三 重兵衛：伊庭剛 浪人：広瀬義宣 増蔵：福本清三 医師：壬生新太郎 商人：東孝 |
| 1996年 5月04日 | 第11話 | 悪徳の華・ 裏切りの婚約者           | 今村文人          | 牧口雄二   | お静：山崎美貴 清之助：新田純一 堀江彦四郎：佐藤仁哉 河内屋善八：北町嘉朗 菅沼周平：谷口高史 松山：野口貴史 鬼崎：五十嵐義弘 同心：司裕介 旗本：武井三二 岡っ引き：小峰隆司 同心：河本忠夫 与力：遠山金次郎 商人：宮城幸生 船頭：大矢敬典                                                                                |
| 1996年 5月11日 | 第12話 | 妻殺し・ 呪われた逃亡者             | 藤井邦夫          | 長岡鉦司   | 栄次：天宮良 安倍夢麿：西田健 土屋但馬守：和崎俊哉 三枝八郎：中田博久 お雪：古柴香織 おふじ：津島令子 客：菅野玲子 夢麿の側近：白井滋郎 ：西村龍弥 商人：疋田泰盛 ：木谷邦臣 同心：床尾賢一 牢役人：波多野博 |
| 1996年 5月18日 | 第13話 | 迷い道・ ゆすられた人妻             | 尾西兼一          | 牧口雄二   | お園：蜷川有紀 佐々木源蔵：高岡健二 天野屋儀兵衛：平野稔 ：赤川浩弥 ：沖田さとし ：白川浩二郎 ：進藤盛勇 |
| 1996年 5月25日 | 第14話 | うそ・ 情婦のできごころ             | 胡桃哲 志村正浩   | 萩原将司   | おりん：初瀬かおる 宗玄（黄昏の磯吉）：佐戸井けん太 暁の星五郎：遠藤征慈 加賀爪外記：宮内洋 赤堀主水：成瀬正孝 同心：朝日完記 蝮の徳蔵：当銀長太郎 大家：西山清孝 |
| 1996年 6月01日 | 第15話 | ワル・ 親のない子と子のない母と     | 井川公彦          | 澤井信一郎 | 峰次：藤田哲也 お富士：風祭ゆき 大河内飛騨守：田口計 村田十兵衛：伊東達広 辰巳屋清左衛門：波多野博 吾市：西尾塁 お巻：西野栄里子 梅太：山下慎司 坊松：岡田翔太 |
| 1996年 6月08日 | 第16話 | 人さらい・ 火におびえる女           | 西川つかさ        | 萩原将司   | おきぬ：藤吉久美子 山形屋長兵衛：江藤潤 田原屋与左衛門：江藤漢 平蔵（留吉）：崎津隆介 ：矢部新章 ：藤沢徹夫 |
| 1996年 6月15日 | 第17話 | 冷血・ 暗殺者の仮面をはぐ女         | 藤井邦夫          | 長岡鉦司   | お夏：岡本舞 片桐刑部（檜垣新八郎）：片岡弘貴 川瀬備前守：黒部進 村井左馬助：五十嵐義弘 岡田平蔵：土井健守 島村：矢部義章 勘助：結城市朗 |
| 1996年 6月22日 | 第18話 | みちづれ・ 脱走犯の妻恋い唄         | 井川公彦          | 長岡鉦司   | 友吉：羽場裕一 脇坂豊後守：亀石征一郎 南海屋文兵衛（村上幸次郎）：高品剛 寅田：関根大学 お縞：山口春香 又七：山田良隆 |
| 1996年 6月29日 | 最終話 | 女の意地・ ワイロのからくり、闇裁き | 井川公彦          | 澤井信一郎 | 綾乃：小林綾子 夷屋庄左衛門：新克利 大久保備前守：御木本伸介 柴田右京：磯部勉 但馬屋藤兵衛：睦五朗 金井茂 |